# Vadis Odjidja-Ofoe
Vadis Odjidja-Ofoe (Gante, Bélgica, 21 de febrero de 1989) es un futbolista belga. Juega de centrocampista y se encuentra sin equipo tras abandonar el H. N. K. Hajduk Split.

## Selección nacional
Ha sido internacional con la selección de fútbol de Bélgica en tres ocasiones.

## Clubes
| Club                     | País       | Año       |
| ------------------------ | ---------- | --------- |
| R. S. C. Anderlecht      | Bélgica    | 2007-2008 |
| Hamburgo S. V.           | Alemania   | 2008-2009 |
| Club Brujas              | Bélgica    | 2009-2014 |
| Norwich City F. C.       | Inglaterra | 2014-2016 |
| → Rotherham United F. C. | Inglaterra | 2015      |
| Legia de Varsovia        | Polonia    | 2016-2017 |
| Olympiacos de El Pireo   | Grecia     | 2017-2018 |
| K. A. A. Gante           | Bélgica    | 2018-2023 |
| H. N. K. Hajduk Split    | Croacia    | 2023-2024 |

## Palmarés

### Títulos nacionales
| Título               | Club                | País    | Año  |
| -------------------- | ------------------- | ------- | ---- |
| Supercopa de Bélgica | R. S. C. Anderlecht | Bélgica | 2006 |
| Ekstraklasa          | Legia de Varsovia   | Polonia | 2017 |
| Copa de Bélgica      | K. A. A. Gante      | Bélgica | 2022 |